# Libráció

A Hold 27 napon keresztül: minden nap egy fényképnek felel meg, amelyen a Hold minden fázisában látható az újholdtól a teliholdig az újholdig. Ezen kívül látható a szög- és méretingadozása a Földhöz közeli és távoli viszonylatban

A (latin eredetű) libráció szó a holdkorong látszólagos középpontjába eső felületi pont ingaszerű lengését jelenti az égitest keringési és tengelyforgási idejének az egyenlősége, illetve a pályájának az alakja és fekvése miatt.
Ha a Hold szabályos körívben és egyenletes sebességgel mozogna a Föld körül, továbbá a pályája egybeesne az ekliptikával, és az egyenlítője e pálya síkjában feküdne, akkor a keringés és tengelyforgás teljesen egyenlő időtartama miatt a látszólagos középpontja mindig ugyanazon felületi ponttal esne egybe, és mindkét pólusa mindig egyszerre lenne látható. Ámde a Hold ellipszis alakú pályán futja körül a Földet, és így a Föld csupán a Hold H1 és H2 állásában kerül az első mm´ holdmeridián síkjába; m mindkét esetben a Hold látszólagos középpontja is. A keringés egynegyed, illetve háromnegyed részének a megtételét követően a Hold H2 és H4 helyzetbe jut, amikor a tengelyforgás és a keringési idő azonossága folytán az mm´ holdmeridián a H1-ben és H3-ban elfoglalt helyzetére merőlegesen áll. A Föld középpontjából nézve a Hold közepét K pontban lehetne látni, H2-ben nyugatra, H4-ben pedig keletre az első meridiántól. Ez a Hold hosszúsági librációja, aminek folytán a holdkorong közepén fekvő folt egy hónap alatt 7° 54´-nyi ingást végez kelet és nyugat felé. Továbbá mivel a holdpálya a közepén 5° 8´ 40˝-cel hajlik az ekliptika felé, és a Hold egyenlítője ezzel még további  1° 32´-nyi szöget zár be, a megfigyelőpontunk először a Hold pályája alá kerül, majd pedig afölé, miáltal úgy a pólusait, mint a felszínén látható foltjait először északra, majd délre látjuk vándorolni. Ez az ingás a szélességi libráció, ami legföljebb 6° 51´ lehet.
Akkor is a Hold foltjainak a látszólagos eltolódását észlelhetjük, ha nem elképzelt módon, a Föld középpontjából, hanem valóságosan, egy felszíni A pontból figyeljük meg. H2 állásban a K középpont helyett a K´ pontot látjuk a közepének. Ez az eltolódás tisztán az A pont fekvésétől függ, ennek a változásával bármely irányban történhet. Tisztán a parallaxishoz hasonló jelenség lévén, parallaktikus librációnak nevezik; ez legföljebb 1°-nál valamivel több lehet.
Végül pedig az is szerepet játszik, hogy a Hold nem gömb alakú, hanem a Föld felé kissé megnyúlt ellipszoid, aminek a tengelye egybeesik az első mm´ meridiánnal. Mivel ez a holdpálya ellipticitása és az ekliptikához való hajlása miatt nem mindig a Föld középpontja felé mutat, világos, hogy a Hold geometriai középpontja körül valóságos ingalengések keletkeznek, melyeknek a periódusa a Hold sziderikus hónapja, az amplitúdója pedig elsősorban a Holdnak a gömbalaktól való eltérésétől függ. Míg az előbbi három libráció tisztán a Hold és Föld kölcsönös helyzetétől függő optikai jelenség, addig ez utóbbi valóban lengőmozgás, ezért fizikai librációnak nevezzük. Ennek a lengésnek az amplitúdója egynéhány szögtizedmásodpercnyi értéket nem haladhat meg, ezért rendkívül körülményes a megfigyelése.
A libráció folytán, ami egyébként nagyon megnehezítheti a holdkorong szélén álló képződmények felismerését, az égitest felületéből a felénél többet, 59 százalékot láthatunk. Ha a két szélső fázisban különben egyenlő viszonyok között készítünk fényképeket, és sztereoszkopikus módon egyesítjük azokat, rendkívül szemléletes, a Holdat elnyújtott ellipszoidnak feltüntető felvételt nyerünk.